# Первое правительство Черномырдина
В статье даются сведения о составе Совета министров — Правительства Российской Федерации (с 25 декабря 1993 года — Правительства Российской Федерации) во главе с Виктором Черномырдиным, действовавшего в период с 23 декабря 1992 года по 9 августа 1996 года, а также о реорганизациях министерств и государственных комитетов, руководители которых по должности входили в состав Правительства, происходивших в течение пребывания данного состава Правительства у власти.

## Совет министров — Правительство Российской Федерации (декабрь 1992 — декабрь 1993 года)
9 декабря 1992 года Съезд народных депутатов отказался утверждать главой правительства Е. Т. Гайдара (его кандидатура не набрала необходимого количества голосов, получив только 467 из 1040). При следующем рассмотрении вопроса о главе правительства президент Б. Н. Ельцин предложил народным депутатам провести рейтинговое голосование, представив пять кандидатур на этот пост: Ю. В. Скокова (получил 637 голосов), В. С. Черномырдина (621 голос), Е. Т. Гайдара (400 голосов), В. В. Каданникова (399 голосов) и В. Ф. Шумейко (283 голоса). По итогам голосования президент предложил Съезду кандидатуру В. С. Черномырдина, которая была утверждена большинством в 721 голос (69,33 % от общего числа депутатов). Таким образом, В. С. Черномырдин был назначен Председателем Совета министров Российской Федерации и получил официальное предложение президента сформировать состав правительства.
Заместители председателя правительства, министры и председатели государственных комитетов были назначены указами президента 23 декабря 1992 года и с этого дня новое правительство приступило к работе. Состав Правительства РФ определялся до 12 января 1993 года — Законом РСФСР от 3 августа 1979 года «О Совете Министров РСФСР», с 12 января до 25 декабря 1993 года — Законом Российской Федерации № 4174-I от 22 декабря 1992 года «О Совете Министров — Правительстве Российской Федерации». По представлению Председателя Совета Министров — Правительства РФ Президент РФ мог включить в состав Правительства руководителей других центральных органов государственного управления, подведомственных Правительству. Поскольку, закон «О Совете Министров — Правительстве Российской Федерации» вступил в силу только 12 января 1993 года, при формировании правительства не проводилось введенное этим законом обязательное согласование с Верховным советом кандидатур министров иностранных дел, внутренних дел, обороны и безопасности.
Во время активной фазы противостояния между Президентом РФ и Верховным советом РФ в сентябре-октябре 1993 года вице-президент РФ Александр Руцкой, назначенный Верховным Советом исполняющим обязанности Президента РФ, своими указами от 22 сентября сменил «силовых» министров (обороны, внутренних дел и безопасности), а 2 октября подписал указ об отставке президиума Совета Министров во главе с Виктором Черномырдиным (кроме, назначенных им силовых министров, которые по закону о правительстве тоже являлись членами президиума). Черномырдин и другие члены Правительства отказались подчиняться этим указам, продолжив работу.
Курсивом выделены ведомства, подвергшиеся преобразованию или упразднению.
Также курсивом выделены министры, назначенные вице-президентом РФ Александром Руцким.
| Министерство (комитет) | Министр (председатель) |
| --- | --- |
| Председатель Совета министров — Правительства Российской Федерации (Член Президиума Совета Министров — Правительства РФ)                                                          | Черномырдин, Виктор Степанович (14 декабря 1992 — 25 декабря 1993) |
| Первый заместитель Председателя Совета министров — Правительства Российской Федерации (Член Президиума Совета Министров — Правительства РФ)                                       | Шумейко, Владимир Филиппович (23 декабря 1992 — 1 сентября 1993; 22 сентября — 25 декабря 1993; в октябре-декабре 1993 одновременно — министр печати и информации)                              |
| Первый заместитель Председателя Совета министров — Правительства Российской Федерации (Член Президиума Совета Министров — Правительства РФ)                                       | Лобов, Олег Иванович (15 апреля — 18 сентября 1993, одновременно — министр экономики) |
| Первый заместитель Председателя Совета министров — Правительства Российской Федерации (Член Президиума Совета Министров — Правительства РФ)                                       | Сосковец, Олег Николаевич (30 апреля — 25 декабря 1993) |
| Первый заместитель Председателя Совета министров — Правительства Российской Федерации (Член Президиума Совета Министров — Правительства РФ)                                       | Гайдар, Егор Тимурович (18 сентября — 25 декабря 1993, одновременно — и. о. министра экономики)                                                                                                 |
| Заместитель Председателя Совета министров — Правительства Российской Федерации (Член Президиума Совета Министров — Правительства РФ)                                              | Салтыков, Борис Георгиевич (23 декабря 1992 — 25 марта 1993, одновременно — министр науки, высшей школы и технической политики; в дальнейшем — министр науки и технической политики)            |
| Заместитель Председателя Совета министров — Правительства Российской Федерации (Член Президиума Совета Министров — Правительства РФ)                                              | Фёдоров, Борис Григорьевич (23 декабря 1992 — 25 декабря 1993, с марта 1993 одновременно — министр финансов)                                                                                    |
| Заместитель Председателя Совета министров — Правительства Российской Федерации (Член Президиума Совета Министров — Правительства РФ)                                              | Хижа, Георгий Степанович (23 декабря 1992 — 11 мая 1993) |
| Заместитель Председателя Совета министров — Правительства Российской Федерации (Член Президиума Совета Министров — Правительства РФ)                                              | Чубайс, Анатолий Борисович (23 декабря 1992 — 25 декабря 1993, одновременно — глава Госкомимущества РФ)                                                                                         |
| Заместитель Председателя Совета министров — Правительства Российской Федерации (Член Президиума Совета Министров — Правительства РФ)                                              | Шахрай, Сергей Михайлович (23 декабря 1992 — 25 декабря 1993, одновременно — глава Госкомнаца РФ)                                                                                               |
| Заместитель Председателя Совета министров — Правительства Российской Федерации (Член Президиума Совета Министров — Правительства РФ)                                              | Шохин, Александр Николаевич (23 декабря 1992 — 25 декабря 1993) |
| Заместитель Председателя Совета министров — Правительства Российской Федерации (Член Президиума Совета Министров — Правительства РФ)                                              | Яров, Юрий Фёдорович (23 декабря 1992 — 25 декабря 1993) |
| Заместитель Председателя Совета министров — Правительства Российской Федерации (Член Президиума Совета Министров — Правительства РФ)                                              | Заверюха, Александр Харлампиевич (10 февраля — 25 декабря 1993) |
| Министр безопасности Российской Федерации (Член Президиума Совета Министров — Правительства РФ)                                                                                   | Баранников, Виктор Павлович (23 декабря 1992 — 27 июля 1993) |
| Министр безопасности Российской Федерации (Член Президиума Совета Министров — Правительства РФ)                                                                                   | Голушко, Николай Михайлович (и. о. с 28 июля по 21 декабря 1993) |
| Министр безопасности Российской Федерации (Член Президиума Совета Министров — Правительства РФ)                                                                                   | Баранников, Виктор Павлович (22 сентября 1993 — 4 октября 1993) |
| Министр внешних экономических связей Российской Федерации | Глазьев, Сергей Юрьевич (23 декабря 1992 — 22 сентября 1993/4 октября 1993) |
| Министр внешних экономических связей Российской Федерации | Давыдов, Олег Дмитриевич (22 сентября 1993 — 9 августа 1996) |
| Министр внутренних дел Российской Федерации (Член Президиума Совета Министров — Правительства РФ)                                                                                 | Ерин, Виктор Фёдорович (23 декабря 1992 — 30 июня 1995) |
| Министр внутренних дел Российской Федерации (Член Президиума Совета Министров — Правительства РФ)                                                                                 | Дунаев, Андрей Фёдорович (и. о.) (22 сентября — 3 октября 1993) |
| Министр здравоохранения Российской Федерации | Нечаев, Эдуард Александрович (23 декабря 1992 — 20 января 1994) |
| Министр иностранных дел Российской Федерации (Член Президиума Совета Министров — Правительства РФ)                                                                                | Козырев, Андрей Владимирович (23 декабря 1992 — 5 января 1996) |
| Министр культуры Российской Федерации | Сидоров, Евгений Юрьевич (23 декабря 1992 — 9 августа 1996) |
| Министр науки, высшей школы и технической политики Российской Федерации | Салтыков, Борис Георгиевич (23 декабря 1992 — 6 марта 1993, одновременно — заместитель председателя правительства; в дальнейшем — министр науки и технической политики.)                        |
| Министр науки и технической политики Российской Федерации | Салтыков, Борис Георгиевич (25 марта — 9 августа 1996, ранее — министр науки, высшей школы и технической политики)                                                                              |
| Министр обороны Российской Федерации (Член Президиума Совета Министров — Правительства РФ)                                                                                        | Грачёв, Павел Сергеевич (23 декабря 1992 — 18 июня 1996) |
| Министр обороны Российской Федерации (Член Президиума Совета Министров — Правительства РФ)                                                                                        | Ачалов, Владислав Алексеевич (22 сентября — 4 октября 1993) |
| Министр образования Российской Федерации | Ткаченко, Евгений Викторович (23 декабря 1992 — 9 августа 1996) |
| Министр охраны окружающей среды и природных ресурсов Российской Федерации | Данилов-Данильян, Виктор Иванович (23 декабря 1992 — 9 августа 1996) |
| Министр печати и информации Российской Федерации | Федотов, Михаил Александрович (23 декабря 1992 — 23 августа 1993) |
| Министр печати и информации Российской Федерации | Шумейко, Владимир Филиппович (5 октября — 22 декабря 1993, одновременно — первый заместитель председателя правительства)                                                                        |
| Министр Российской Федерации по атомной энергии | Михайлов, Виктор Никитович (23 декабря 1992 — 9 августа 1996) |
| Министр путей сообщения Российской Федерации | Фадеев, Геннадий Матвеевич (23 декабря 1992 — 9 августа 1996) |
| Министр сельского хозяйства и продовольствия | Хлыстун, Виктор Николаевич (23 декабря 1992 — 27 октября 1994) |
| Министр социальной защиты населения Российской Федерации | Памфилова, Элла Александровна (23 декабря 1992 — 2 марта 1994) |
| Министр связи Российской Федерации | Булгак, Владимир Борисович (23 декабря 1992 — 9 августа 1996) |
| Министр топлива и энергетики Российской Федерации | Шафраник, Юрий Константинович (12 января 1993 — 9 августа 1996) |
| Министр транспорта Российской Федерации | Ефимов, Виталий Борисович (23 декабря 1992 — 10 января 1996) |
| Министр труда Российской Федерации | Меликьян, Геннадий Георгиевич (23 декабря 1992 — 9 августа 1996) |
| Министр финансов Российской Федерации (Член Президиума Совета Министров — Правительства РФ)                                                                                       | Барчук, Василий Васильевич (23 декабря 1992 — 25 марта 1993 года) |
| Министр финансов Российской Федерации (Член Президиума Совета Министров — Правительства РФ)                                                                                       | Фёдоров, Борис Григорьевич (25 марта 1993 — 26 января 1994, одновременно — заместитель председателя правительства)                                                                              |
| Министр юстиции Российской Федерации | Фёдоров, Николай Васильевич (23 декабря 1992 — 24 марта 1993) |
| Министр юстиции Российской Федерации | Калмыков, Юрий Хамзатович (и. о. с 13 апреля 1993; министр: 5 августа 1993 — 7 декабря 1994) |
| Министр экономики Российской Федерации (Член Президиума Совета Министров — Правительства РФ)                                                                                      | Нечаев, Андрей Алексеевич (23 декабря 1992 — 25 марта 1993) |
| Министр экономики Российской Федерации (Член Президиума Совета Министров — Правительства РФ)                                                                                      | Шаповальянц, Андрей Георгиевич (и. о. с 26 марта по 15 апреля 1993) |
| Министр экономики Российской Федерации (Член Президиума Совета Министров — Правительства РФ)                                                                                      | Лобов, Олег Иванович (15 апреля — 18 сентября 1993, одновременно — первый заместитель председателя правительства)                                                                               |
| Министр экономики Российской Федерации (Член Президиума Совета Министров — Правительства РФ)                                                                                      | Гайдар, Егор Тимурович (и. о.) (22 сентября 1993 — 20 января 1994, одновременно — первый заместитель председателя правительства)                                                                |
| Руководитель Аппарата Совета министров — Правительства Российской Федерации (Член Президиума Совета Министров — Правительства РФ)                                                 | Владимир Квасов (12 января — 25 декабря 1993, в дальнейшем — Министр РФ — Руководитель аппарата Правительства РФ)                                                                               |
| Председатель Государственного комитета Российской Федерации по антимонопольной политике и поддержке новых экономических структур                                                  | Бочин, Леонид Арнольдович (23 декабря 1992 — 25 декабря 1993) |
| Председатель Государственного комитета Российской Федерации по вопросам архитектуры и строительства                                                                               | Басин, Ефим Владимирович (23 декабря 1992 — 25 декабря 1993) |
| Председатель Государственного комитета Российской Федерации по высшему образованию                                                                                                | Кинелёв, Владимир Георгиевич (21 апреля — 25 декабря 1993) |
| Председатель Государственного комитета Российской Федерации по делам гражданской обороны, чрезвычайным ситуациям и ликвидации последствий стихийных бедствий                      | Шойгу, Сергей Кужугетович (23 декабря 1992 — 25 декабря 1993) |
| Председатель Государственного комитета Российской Федерации по делам федерации и национальностей                                                                                  | Шахрай, Сергей Михайлович (2 марта — 25 декабря 1993, ранее — председатель Государственного комитета по национальной политике, одновременно — заместитель председателя правительства)           |
| Председатель Государственного комитета Российской Федерации по машиностроению и сервисному обслуживанию сельского хозяйства, пищевой и перерабатывающей промышленности            | Черноиванов, Вячеслав Иванович (30 ноября — 25 декабря 1993) |
| Председатель Государственного комитета Российской Федерации по национальной политике                                                                                              | Шахрай, Сергей Михайлович (23 декабря 1992 — 3 марта 1993, одновременно — заместитель председателя правительства; в дальнейшем — председатель Госкомитета по делам федерации и национальностей) |
| Председатель Государственного комитета Российской Федерации по оборонным отраслям промышленности                                                                                  | Глухих, Виктор Константинович (1 октября — 25 декабря 1993) |
| Председатель Государственного комитета Российской Федерации по промышленной политике                                                                                              | Шурчков, Игорь Олегович (10 января — 25 декабря 1993) |
| Председатель Государственного комитета Российской Федерации по социальной защите граждан и реабилитации территорий, пострадавших от Чернобыльской и других радиационных катастроф | Возняк, Василий Яковлевич (23 декабря 1992 — 25 декабря 1993) |
| Председатель Комитета Российской Федерации по социально-экономическому развитию Севера                                                                                            | Курамин, Владимир Петрович (23 декабря 1992 — 10 июля 1993) |
| Председатель Государственного комитета Российской Федерации по социально-экономическому развитию Севера                                                                           | Курамин, Владимир Петрович (1 сентября — 25 декабря 1993) |
| Председатель Государственного комитета Российской Федерации по статистике | Гужвин, Павел Фёдорович (16 марта — 28 октября 1993) |
| Председатель Государственного комитета Российской Федерации по статистике | Юрков, Юрий Алексеевич (28 октября 1993 — 25 декабря 1993) |
| Председатель Государственного комитета Российской Федерации по управлению государственным имуществом (Член Президиума Совета Министров — Правительства РФ)                        | Чубайс, Анатолий Борисович (23 декабря 1992 — 25 декабря 1993, одновременно — заместитель председателя правительства)                                                                           |
| Председатель Государственного комитета Российской Федерации по экономическому сотрудничеству с государствами-членами Содружества                                                  | Машиц, Владимир Михайлович (23 декабря 1992 — 25 декабря 1993) |
| Председатель Государственного таможенного комитета Российской Федерации | Круглов, Анатолий Сергеевич (23 декабря 1992 — 25 декабря 1993) |
| Председатель Центрального банка Российской Федерации (Член Президиума Совета Министров — Правительства РФ)                                                                        | Геращенко, Виктор Владимирович (16 марта — 25 декабря 1993) |
| Председатель Российского фонда федерального имущества | Табеев, Фикрят Ахмеджанович (16 марта — 15 ноября 1993) |
| Председатель правления Пенсионного фонда Российской Федерации | Куртин, Александр Владимирович (16 марта — 24 сентября 1993/4 октября 1993) |
| Руководитель Федеральной службы по валютному и экспортному контролю | Круня, Виктор Фёдорович (24 сентября — 25 декабря 1993) |
| Управляющий делами Совета министров Российской Федерации (на правах министра) | не назначался |

В соответствии со статьей 123 Конституции Российской Федерации — России (РСФСР) (в редакции Закона РФ № 4061-I от 9 декабря 1992 года) и Законом Российской Федерации № 4174-I от 22 декабря 1992 года «О Совете Министров — Правительстве Российской Федерации» (с января до 25 декабря 1993 года) в состав Совета министров РФ входили председатели Советов министров республик в составе Российской Федерации:
- Республики Адыгея — Аслан Алиевич Джаримов;
- Республики Алтай — Владимир Иванович Петров;
- Республика Башкортостан — Анатолий Яковлевич Копсов;
- Республики Бурятия — Владимир Бизьяевич Саганов;
- Дагестанской ССР — Республики Дагестан — Абдуразак Марданович Мирзабеков;
- Кабардино-Балкарской Республики — Георгий Маштаевич Черкесов;
- Республики Калмыкия — Хальмг Тангч — Максим Бембеевич Мукубенов (до апреля 1993 г.), Кирсан Николаевич Илюмжинов (с апреля 1993 г.);
- Карачаево-Черкесской ССР (с 12 января 1993 г. — Карачаево-Черкесская Республика[108]) — Владимир Исламович Хубиев;
- Республики Карелия — Сергей Петрович Блинников;
- Коми ССР (с 12 января 1993 г. — Республика Коми[108]) — Вячеслав Иванович Худяев;
- Марийской ССР — Республики Марий Эл (с 12 января 1993 г. — Республика Марий Эл[108]) — Владислав Максимович Зотин;
- Мордовской ССР — Василий Дмитриевич Гуслянников (до апреля 1993 г.), Валерий Николаевич Швецов (с апреля 1993 г.);
- Северо-Осетинской ССР — Сергей Валентинович Хетагуров;
- Республики Татарстан — Мухаммат Галлямович Сабиров;
- Республики Тува — Шериг-оол Дизижикович Ооржак;
- Удмуртской Республики — Николай Ефимович Миронов (до июня 1993 г.), Александр Александрович Волков (с июня 1993 г.);
- Республики Хакасия — Евгений Александрович Смирнов;
- Чечено-Ингушской Республики — вакантно (до 9 января 1993 г.);
- Чувашской Республики — Чаваш республики — Валерьян Николаевич Викторов;
- Республики Саха (Якутия) — Михаил Ефимович Николаев (до мая 1993 г.), Вячеслав Анатольевич Штыров (с мая 1993 г.).

9 января 1993 года Чечено-Ингушская Республика была официально разделена на Ингушскую Республику и Чеченскую Республику. В Ингушетии были проведены выборы президента и было сформировано правительство. В Чечне непризнанный российскими властями президент Д. М. Дудаев еще в июле 1991 года провозгласил независимость чеченской части Чечено-Ингушетии от России.
- Председатель Совета министров Ингушской Республики — Руслан Мажитович Татиев (март — июль 1993 г.), Тамелан Муратович Дидигов (с июля 1993 г.);

## Правительство Российской Федерации (декабрь 1993 — август 1996 года)
В связи с принятием новой Конституции Российской Федерации (принята на всенародном голосовании 12 декабря 1993 года), Б. Н. Ельцин подписал Указ Президента РФ № 2277 от 23 декабря 1993 года, которым со дня официального опубликования и вступления в силу Конституции (25 декабря 1993 года) переименовал Совет министров — Правительство Российской Федерации в Правительство Российской Федерации. Этим же указом президент предложил главе правительства в двухнедельный срок разработать предложения по реорганизации и сокращению его состава, а также в месячный срок сократить аппарата правительства. Новый состав правительства был определен Конституцией РФ, в нём остались только председатель, его заместители и федеральные министры. Новый состав правительства был окончательно определен 20 января 1994 года.
9 августа 1996 года Президент РФ принял заявление Правительства РФ о сложении своих полномочий и указом Президента РФ № 1146 от 9 августа 1996 года поручил Правительству РФ продолжать исполнять свои обязанности до формирования нового состава Правительства РФ.
Список министерств, действовавших в 1994—1996 гг. см. в статье Структура федеральных органов исполнительной власти России (1994—2000).
| Министерство (комитет)                                                                                   | Министр (председатель) |
| --- | --- |
| Председатель Правительства Российской Федерации (Член Президиума Правительства РФ)                       | Черномырдин, Виктор Степанович (14 декабря 1992 — 9 августа 1996) |
| Первый заместитель Председателя Правительства Российской Федерации (Член Президиума Правительства РФ)    | Шумейко, Владимир Филиппович (23 декабря 1992 — 1 сентября 1993; 22 сентября 1993 — 20 января 1994; в октябре-декабре 1993 одновременно — министр печати и информации)                                        |
| Первый заместитель Председателя Правительства Российской Федерации (Член Президиума Правительства РФ)    | Сосковец, Олег Николаевич (30 апреля 1993 — 20 июня 1996) |
| Первый заместитель Председателя Правительства Российской Федерации (Член Президиума Правительства РФ)    | Гайдар, Егор Тимурович (18 сентября 1993 — 20 января 1994, одновременно — и. о. министра экономики) |
| Первый заместитель Председателя Правительства Российской Федерации (Член Президиума Правительства РФ)    | Чубайс, Анатолий Борисович (5 ноября 1994 — 16 января 1996; ранее — заместитель председателя правительства)                                                                                                   |
| Первый заместитель Председателя Правительства Российской Федерации (Член Президиума Правительства РФ)    | Каданников, Владимир Васильевич (25 января 1996 года — 9 августа 1996) |
| Первый заместитель Председателя Правительства Российской Федерации (Член Президиума Правительства РФ)    | Лобов, Олег Иванович (18 июня 1996 — 9 августа 1996) |
| Заместитель Председателя Правительства Российской Федерации (Член Президиума Правительства РФ)           | Фёдоров, Борис Григорьевич (23 декабря 1992 — 20 января 1994, с марта 1993 одновременно — министр финансов)                                                                                                   |
| Заместитель Председателя Правительства Российской Федерации (Член Президиума Правительства РФ)           | Заверюха, Александр Харлампиевич (10 февраля 1993 — 9 августа 1996, в январе-мае 1996 одновременно — министр сельского хозяйства и продовольствия)                                                            |
| Заместитель Председателя Правительства Российской Федерации (Член Президиума Правительства РФ)           | Чубайс, Анатолий Борисович (23 декабря 1992 — 5 ноября 1994, одновременно — глава Госкомимущества РФ; в дальнейшем — первый заместитель председателя правительства)                                           |
| Заместитель Председателя Правительства Российской Федерации (Член Президиума Правительства РФ)           | Яров, Юрий Фёдорович (23 декабря 1992 — 24 июля 1996) |
| Заместитель Председателя Правительства Российской Федерации (Член Президиума Правительства РФ)           | Шахрай, Сергей Михайлович (23 декабря 1992 — 20 января 1994, одновременно — глава Госкомнаца РФ; 7 апреля 1994 — 5 января 1996, в январе-мае 1994 — министр по делам национальностей и региональной политике) |
| Заместитель Председателя Правительства Российской Федерации (Член Президиума Правительства РФ)           | Шохин, Александр Николаевич (23 декабря 1992 — 20 января 1994;23 марта 1994 — 6 ноября 1994, в январе-ноябре 1994 одновременно — министр экономики)                                                           |
| Заместитель Председателя Правительства Российской Федерации (Член Президиума Правительства РФ)           | Давыдов, Олег Дмитриевич (9 ноября 1994 — 9 августа 1996, одновременно — министр внешних экономических связей)                                                                                                |
| Заместитель Председателя Правительства Российской Федерации (Член Президиума Правительства РФ)           | Большаков, Алексей Алексеевич (9 ноября 1994 — 9 августа 1996) |
| Заместитель Председателя Правительства Российской Федерации (Член Президиума Правительства РФ)           | Полеванов, Владимир Павлович (15 ноября 1994 — 24 января 1995, одновременно — глава Госкомимущества РФ) |
| Заместитель Председателя Правительства Российской Федерации (Член Президиума Правительства РФ)           | Егоров, Николай Дмитриевич (7 декабря 1994 — 30 июня 1995, одновременно — министр по делам национальностей и региональной политике)                                                                           |
| Заместитель Председателя Правительства Российской Федерации (Член Президиума Правительства РФ)           | Игнатенко, Виталий Никитич (31 мая 1995 — 9 августа 1996) |
| Заместитель Председателя Правительства Российской Федерации (Член Президиума Правительства РФ)           | Кинелёв, Владимир Георгиевич (9 января 1996 — 9 августа 1996, одновременно — глава Госкомвуза РФ) |
| Заместитель Председателя Правительства Российской Федерации (Член Президиума Правительства РФ)           | Казаков, Александр Иванович (25 января 1996 — 19 июля 1996, одновременно — глава Госкомимущества РФ) |
| Министр по атомной энергии                                                                               | Михайлов, Виктор Никитович (23 декабря 1992 — 9 августа 1996) |
| Министр внешних экономических связей                                                                     | Давыдов, Олег Дмитриевич (22 сентября 1993 — 9 августа 1996, с ноября 1994 одновременно — заместитель председателя правительства)                                                                             |
| Министр внутренних дел Российской Федерации (Член Президиума Правительства РФ)                           | Ерин, Виктор Фёдорович (23 декабря 1992 — 30 июня 1995) |
| Министр внутренних дел Российской Федерации (Член Президиума Правительства РФ)                           | Куликов, Анатолий Сергеевич (6 июля 1995 — 9 августа 1996) |
| Министр по делам гражданской обороны, чрезвычайным ситуациям и ликвидации последствий стихийных бедствий | Шойгу, Сергей Кужугетович (20 января 1994 — 9 августа 1996) |
| Министр по делам национальностей и региональной политике                                                 | Шахрай, Сергей Михайлович (20 января 1994 — 16 мая 1994, с апреля 1994 одновременно — заместитель председателя правительства)                                                                                 |
| Министр по делам национальностей и региональной политике                                                 | Егоров, Николай Дмитриевич (16 мая 1994 — 30 июня 1995, с декабря 1994 одновременно — заместитель председателя правительства)                                                                                 |
| Министр по делам национальностей и региональной политике                                                 | Михайлов, Вячеслав Александрович (5 июля 1995 — 4 марта 1996, в дальнейшем — министр по делам национальностей и федеративным отношениям)                                                                      |
| Министр по делам национальностей и федеративным отношениям                                               | Михайлов, Вячеслав Александрович (с 4 марта 1996 — 9 августа 1996, ранее — министр по делам национальностей и региональной политике)                                                                          |
| Министр здравоохранения                                                                                  | Нечаев, Эдуард Александрович (23 декабря 1992 — 20 января 1994) |
| Министр здравоохранения и медицинской промышленности                                                     | Нечаев, Эдуард Александрович (20 января 1994 — 28 ноября 1995) |
| Министр здравоохранения и медицинской промышленности                                                     | Царегородцев, Александр Дмитриевич (5 декабря 1995 — 9 августа 1996) |
| Министр иностранных дел (Член Президиума Правительства РФ)                                               | Козырев, Андрей Владимирович (23 декабря 1992 — 5 января 1996) |
| Министр иностранных дел (Член Президиума Правительства РФ)                                               | Примаков, Евгений Максимович (9 января 1996 — 9 августа 1996) |
| Министр культуры                                                                                         | Сидоров, Евгений Юрьевич (23 декабря 1992 — 9 августа 1996) |
| Министр науки и технической политики                                                                     | Салтыков, Борис Георгиевич (25 марта 1993 — 9 августа 1996, ранее — министр науки, высшей школы и технической политики)                                                                                       |
| Министр обороны (Член Президиума Правительства РФ)                                                       | Грачёв, Павел Сергеевич (23 декабря 1992 — 18 июня 1996) |
| Министр обороны (Член Президиума Правительства РФ)                                                       | Колесников, Михаил Петрович (и. о. с 18 июня 1996 по 24 июля 1996) |
| Министр обороны (Член Президиума Правительства РФ)                                                       | Родионов, Игорь Николаевич (17 июля 1996 — 9 августа 1996) |
| Министр оборонной промышленности Российской Федерации                                                    | Пак, Зиновий Петрович (8 мая 1996 — 9 августа 1996, ранее — глава Гособоронпрома РФ) |
| Министр образования                                                                                      | Ткаченко, Евгений Викторович (23 декабря 1992 — 9 августа 1996) |
| Министр охраны окружающей среды и природных ресурсов                                                     | Данилов-Данильян, Виктор Иванович (23 декабря 1992 — 9 августа 1996) |
| Министр путей сообщения                                                                                  | Фадеев, Геннадий Матвеевич (23 декабря 1992 — 9 августа 1996) |
| Министр сельского хозяйства и продовольствия                                                             | Хлыстун, Виктор Николаевич (20 января 1994 — 27 октября 1994) |
| Министр сельского хозяйства и продовольствия                                                             | Назарчук, Александр Григорьевич (27 октября 1994 — 12 января 1996) |
| Министр сельского хозяйства и продовольствия                                                             | Заверюха, Александр Харлампиевич (и. о. с 12 января 1996 по 14 мая 1996, одновременно — заместитель председателя правительства)                                                                               |
| Министр сельского хозяйства и продовольствия                                                             | Хлыстун, Виктор Николаевич (14 мая 1996 — 9 августа 1996) |
| Министр по сотрудничеству с государствами-участниками Содружества независимых государств                 | Машиц, Владимир Михайлович (и. о. с 27 января 1994 по 16 февраля 1995) |
| Министр по сотрудничеству с государствами-участниками Содружества независимых государств                 | Серов, Валерий Михайлович (16 февраля 1995 — 9 августа 1996) |
| Министр социальной защиты населения                                                                      | Памфилова, Элла Александровна (23 декабря 1992 — 2 марта 1994) |
| Министр социальной защиты населения                                                                      | Безлепкина, Людмила Фёдоровна (4 мая 1994 — 9 августа 1996) |
| Министр связи                                                                                            | Булгак, Владимир Борисович (23 декабря 1992 — 9 августа 1996) |
| Министр строительства                                                                                    | Басин, Ефим Владимирович (12 июля 1994 — 9 августа 1996) |
| Министр топлива и энергетики                                                                             | Шафраник, Юрий Константинович (12 января 1993 — 9 августа 1996) |
| Министр транспорта                                                                                       | Ефимов, Виталий Борисович (23 декабря 1992 — 10 января 1996) |
| Министр транспорта                                                                                       | Цах, Николай Петрович (12 января 1996 — 9 августа 1996) |
| Министр труда                                                                                            | Меликьян, Геннадий Георгиевич (23 декабря 1992 — 9 августа 1996) |
| Министр финансов (Член Президиума Правительства РФ)                                                      | Фёдоров, Борис Григорьевич (25 марта 1993 — 26 января 1994) |
| Министр финансов (Член Президиума Правительства РФ)                                                      | Дубинин, Сергей Константинович (и. о. с 26 января 1994 по 12 октября 1994) |
| Министр финансов (Член Президиума Правительства РФ)                                                      | Пансков, Владимир Георгиевич (4 ноября 1994 — 9 августа 1996) |
| Министр юстиции                                                                                          | Калмыков, Юрий Хамзатович (и. о. с 13 апреля 1993; министр: 5 августа 1993 — 7 декабря 1994) |
| Министр юстиции                                                                                          | Ковалёв, Валентин Алексеевич (5 января 1995) — 9 августа 1996) |
| Министр экономики (Член Президиума Правительства РФ)                                                     | Гайдар, Егор Тимурович (и. о.) (22 сентября 1993 — 20 января 1994, одновременно — первый заместитель председателя правительства)                                                                              |
| Министр экономики (Член Президиума Правительства РФ)                                                     | Шохин, Александр Николаевич (20 января 1994 — 6 ноября 1994, в марте-ноябре 1994 одновременно — заместитель председателя правительства)                                                                       |
| Министр экономики (Член Президиума Правительства РФ)                                                     | Ясин, Евгений Григорьевич (8 ноября 1994 — 9 августа 1996) |
| Министр — Руководитель Аппарата Правительства Российской Федерации (Член Президиума Правительства РФ)    | Владимир Квасов (6 января 1994 — 11 ноября 1994) |
| Министр — Руководитель Аппарата Правительства Российской Федерации (Член Президиума Правительства РФ)    | Владимир Бабичев (с 15 ноября 1994) |
| Член Правительства Российской Федерации (министр без портфеля)                                           | Николай Травкин (с 29 апреля 1994 по 10 января 1996) |